# Frühneuhochdeutsche Sprache
Als frühneuhochdeutsche Sprache, kurz Frühneuhochdeutsch (Abkürzung Fnhd. oder auch Frnhd.), bezeichnet man die älteste Stufe des Neuhochdeutschen, die zwischen dem mittelalterlichen und neuzeitlichen Deutsch angesiedelt ist. Die Periode der frühneuhochdeutschen Sprache wird ungefähr von 1350 bis 1650 angesetzt. Beispiele für Textzeugnisse dieser Sprachstufe sind die Schriften von Paracelsus ab 1529 und Luthers Bibelübersetzung von 1545.
Der Wortschatz des Frühneuhochdeutschen wird erfasst und beschrieben im Frühneuhochdeutschen Wörterbuch, spezifisch für eine südwestdeutsche Varietät im Schweizerischen Idiotikon.

## Charakteristik

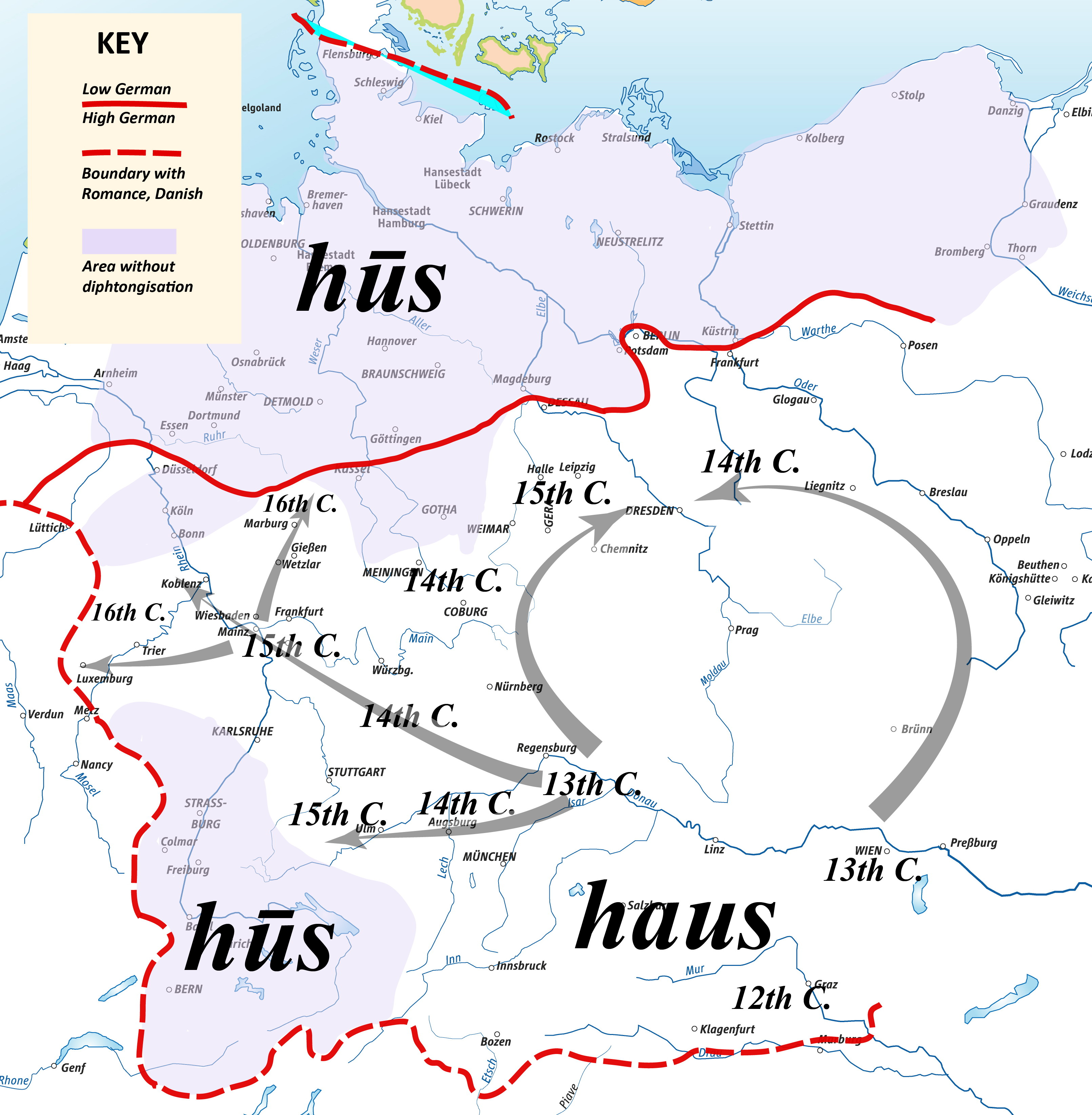
Ausbreitung der Diphthongierung hūs → haus im 14. – 16. Jahrhundert

Das Frühneuhochdeutsche ist von einer Reihe von Lautwandlungsprozessen gekennzeichnet, die das Mittelhochdeutsche vom Neuhochdeutschen abgrenzen und die im Frühneuhochdeutschen bereits begonnen hatten, aber noch nicht abgeschlossen waren. (Dazu gehören z. B. die „Dehnung in offener Tonsilbe“, die „neuhochdeutsche Monophthongierung“ und die „neuhochdeutsche Diphthongierung“.) So beginnt man in dieser Zeit zum Beispiel, das „ei“, das im Mittelhochdeutschen noch [ɛɪ] ausgesprochen wurde (ähnlich dem „ay“ [eɪ] im englischen „to say“), als [aɪ] auszusprechen, und „sl“ wird zu „schl“ (z. B. „slafen“ zu „schlafen“).
Wie weit der jeweilige Lautwandel bereits fortgeschritten war und wie zuverlässig er sich schon in der (damals noch nicht orthographisch geregelten) Schreibweise niedergeschlagen hatte, war jedoch regional sehr unterschiedlich. Dass ein phonologisch so uneindeutiger und uneinheitlicher Sprachzustand trotzdem als eine eigenständige Sprachstufe kategorisiert wird, liegt vor allem daran, dass die frühneuhochdeutsche Zeit eine wichtige Kulturepoche darstellt, die große Auswirkungen auf die deutsche Sprachgeschichte hatte. So wurde zum Beispiel der Wortschatz des Deutschen durch Luthers Bibelübersetzung, seine Lieddichtungen und durch das umfangreiche Reformationsschrifttum enorm erweitert. Durch den Einfluss des Humanismus traten außerdem eine Anzahl lateinischer Lehnwörter zur deutschen Sprache hinzu und die Grammatik wurde nach dem Vorbild der lateinischen Sprache teilweise umstrukturiert. Insbesondere erfolgte nach dem Vorbild des Lateinischen die Grammatikalisierung der analytischen Verbformen (z. B. das Futur I mit Hilfsverb werden + Infinitiv, wohingegen für den Ausdruck von Zukünftigkeit im Mittelhochdeutschen in der Regel noch – wie dann wiederum in der deutschen Gegenwartssprache – das einfache Präsens verwendet wurde).
Das Frühneuhochdeutsche zeichnet sich gegenüber dem Mittelhochdeutschen, das ihm vorherging, und dem Neuhochdeutschen, das darauf folgte, durch eine besondere Variantenvielfalt und Variantentoleranz mit Auftreten von Einzelphänomenen aus. Insbesondere im 15. Jahrhundert ist das normative Ideal einer einheitlichen deutschen Sprache nicht greifbar; erst im 16. Jahrhundert, beispielsweise bei Fabian Frangk, werden erstmals nach dem Untergang des mittelhochdeutschen Sprachideals wieder Tendenzen erkennbar, eine bestimmte Varietät, nunmehr z. B. den Sprachgebrauch der kaiserlichen Kanzlei, der Augsburger Druckerei Johann Schönspergers oder Martin Luthers, als Leitvarietät anzusetzen.

## Räumliche Gliederung

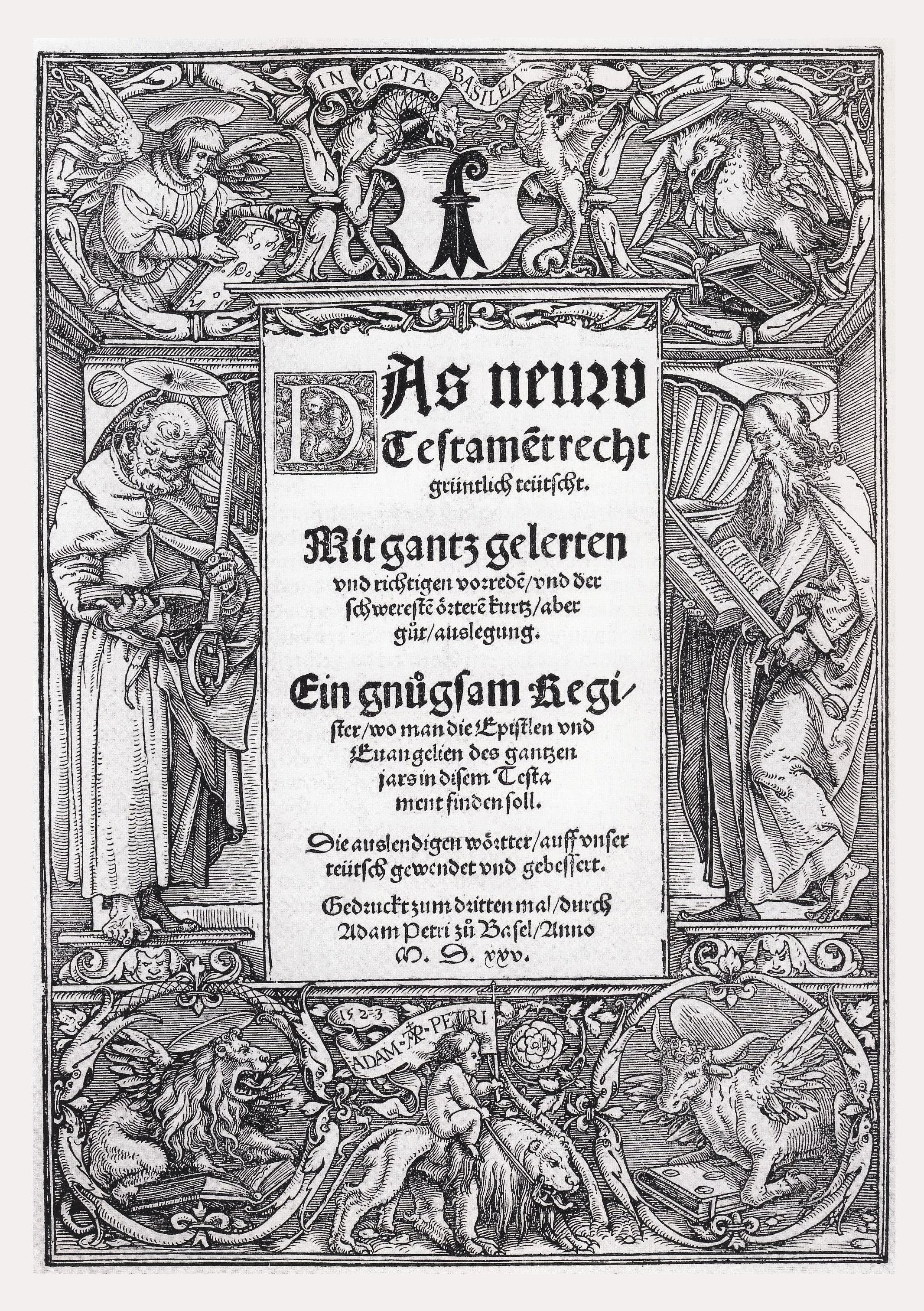
Titelseite der frühneuhochdeutschen Übersetzung des Neuen Testaments von Martin Luther, 1525

Während handschriftliche und ortsbezogene Texte große regionale Unterschiede aufweisen, haben sich in dieser Zeit mehrere mehr oder weniger einheitliche Druckersprachen herausgebildet, die von der modernen Germanistik meist in sechs Schreibregionen unterteilt werden. Diese Regionen sind nach den wichtigsten Zentren des frühen Buchdruckes:
- Oberdeutsche Druckersprachen
  - die bayerisch-österreichische mit Ingolstadt und Wien (sowie Südböhmen[3])
  - die schwäbische mit Augsburg, Ulm und Tübingen
  - die alemannische mit Basel, Zürich und Straßburg
  - die ostfränkische mit Nürnberg, Bamberg und Würzburg
- Mitteldeutsche Druckersprachen
  - die westmitteldeutsche mit Frankfurt, Mainz, Worms und Köln
  - die ostmitteldeutsche mit Wittenberg, Erfurt und Leipzig

Dies beruht allerdings auf einer teleologischen, auf die spätere Entstehung der neuhochdeutschen Schriftsprache gerichteten Sichtweise. So haben zeitgenössische Sprachgelehrte unter dem Wort „deutsch“ alle kontinentalwestgermanischen Idiome verstanden, einschließlich des Niederdeutschen und des Niederländischen, wobei das Ripuarische um den Druckerstandort Köln oft nicht zu den hochdeutschen Varietäten gezählt wurde, etwa bei Sebastian Helber (1530–1598), der noch in seinem Teutschen Syllabierbüchlein (1593) diese Einteilung trifft.
Die Druckersprache in den Niederlanden ging jedoch schon im 15. Jahrhundert sehr eigenständige Wege und nahm am sprachlichen Vereinheitlichungsprozess nicht mehr teil, wodurch sich dort eine eigenständige Schriftsprache bildete, das heutige Niederländisch. Der daran anschließende niederdeutsche Sprachraum wurde hingegen durch die Bibelübersetzung von Martin Luther sprachlich so stark beeinflusst, dass man Ende des 16. Jahrhunderts die niederdeutsche Sprache als Schriftsprache aufgab und das ostmitteldeutsche Lutherdeutsch übernahm, zuerst in gedruckten Schriften und einige Jahrzehnte später auch in handschriftlichen Texten, während sie in der gesprochenen Sprache weiterlebte.
Im süddeutschen Raum hingegen hatte die Sprache der Lutherbibel zunächst weniger Einfluss. Immerhin wurde hier Luthers Neues Testament deutsch, das sogenannte Septembertestament, sofort nachgedruckt, zuerst im Dezember 1522 in Basel von Adam Petri in 4°-Format. Luthers Text wurde wort-, aber nicht laut- oder buchstabengetreu übernommen um das Lesen und Verstehen in Süddeutschland und der Eidgenossenschaft zu erleichtern. Der gleiche Drucker publizierte im folgenden Jahr 1523 eine Oktavausgabe des neuen Testaments in Luthers Übersetzung mit Beigabe eines Glossars, das in alphabetischer Reihenfolge über 200 ungebräuchliche oder unverständliche Wörter Luthers ins Oberdeutsche übersetzte. Mit dieser Übersetzungshilfe begann auf der Grundlage des Lutherdeutsch der Einbezug des Oberdeutschen in die frühneuhochdeutsche Sprache und in deren weiteren Entwicklung.
In den kaiserlichen Kanzleien wurde bis ins 17. Jahrhundert die bairisch-österreichisch basierte Maximilianische Kanzleisprache oder Süddeutsche Reichssprache verwendet. In der Literatur und den nicht-lateinischen Texten der Wissenschaft und Theologie bildete sich im Süden im Laufe des 17. Jahrhunderts die oberdeutsche Schreibsprache, die aufgrund des konfessionellen Gegensatzes zwischen protestantischem Norden und katholischem Süden in Bayern, Schwaben und Österreich bis zirka 1750 die verbindliche Leitvarietät gedruckter Werke bildete. Erst danach setzte sich auch im Süden das vornehmlich ostmitteldeutsch und ostfränkisch basierte Neuhochdeutsch durch.
In der deutschsprachigen Schweiz wurde bis weit ins 16. Jahrhundert und zum Teil noch im 17. Jahrhundert eine im alemannischen Spätmittelhochdeutsch gründende Kanzleisprache geschrieben, die eidgenössische Landsprach. Einerseits politisch, andrerseits mit ihrer eigenständigen Reformation Ulrich Zwinglis und Heinrich Bullingers und – freilich nur in der östlichen Deutschschweiz rezipiert – der Zürcher Bibel befand sie sich in einer anderen Situation als Süddeutschland. Die allmähliche Übernahme des gemeinen Deutschs in der Deutschschweiz im Laufe des 16. bis 18. Jahrhunderts war dennoch aufs engste mit den Bestrebungen des Buchdrucks verbunden, auch außerhalb der Schweiz einen Markt zu haben – die Frankfurter Buchmesse bildete auch für die Schweiz einen zentralen Wirtschaftsfaktor. In der Alltagssprache der Schweiz hat sich die frühneuhochdeutsche Lautverschiebung allerdings nie durchgesetzt: Das moderne Schweizerdeutsch hat – vereinfacht ausgedrückt – mittelhochdeutschen Lautstand.